# Noix-pain
Brosimum alicastrum
Espèce
Classification APG III (2009)
La noix-pain (Brosimum alicastrum) est une espèce de plantes à fleurs de la famille des Moraceae dont les autres genres incluent le figuier et le mûrier. c'est un arbre d'origine américaine. L'espèce est aussi appelée « Noyer Maya » et « Ramón » (en particulier dans les régions de langue espagnole). La plante est également connue par une série de noms autochtones méso-américain et d'autres langues, y compris mais sans s'y limiter : guaimaro, ojoche, ojite, ojushte, ujushte, ujuxte, capomo, mojo, bœuf, Iximché, Masica 'et uje dans l'état de Michoacán au Mexique, ou encore chokogou en créole haïtien.

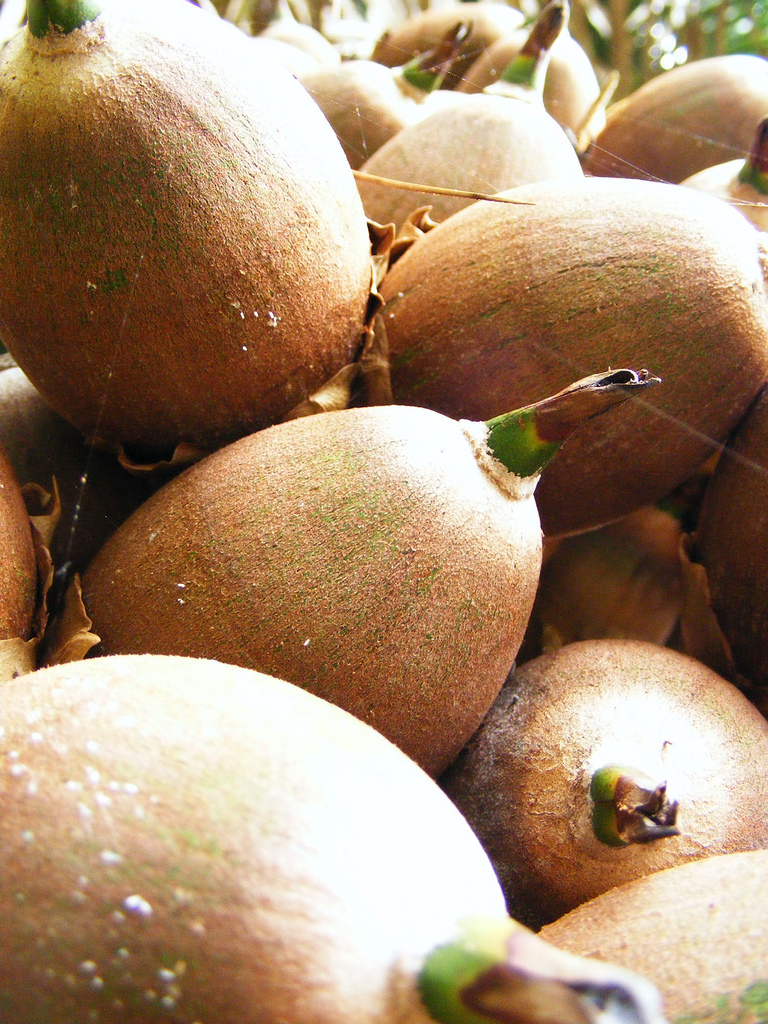
Fruit de Brosimum alicastrum.

## Taxonomie
Deux sous-espèces sont généralement reconnues par les taxonomistes :
- Brosimum alicastrum ssp. alicastrum
- Brosimum alicastrum ssp. bolivarense (Pittier)

Il ne doit pas être confondu avec Artocarpus camansi qui appartient aussi a la faille des  Moraceae et qui est parfois désignée par le même nom ("breadnut") par les anglophones.

## Description

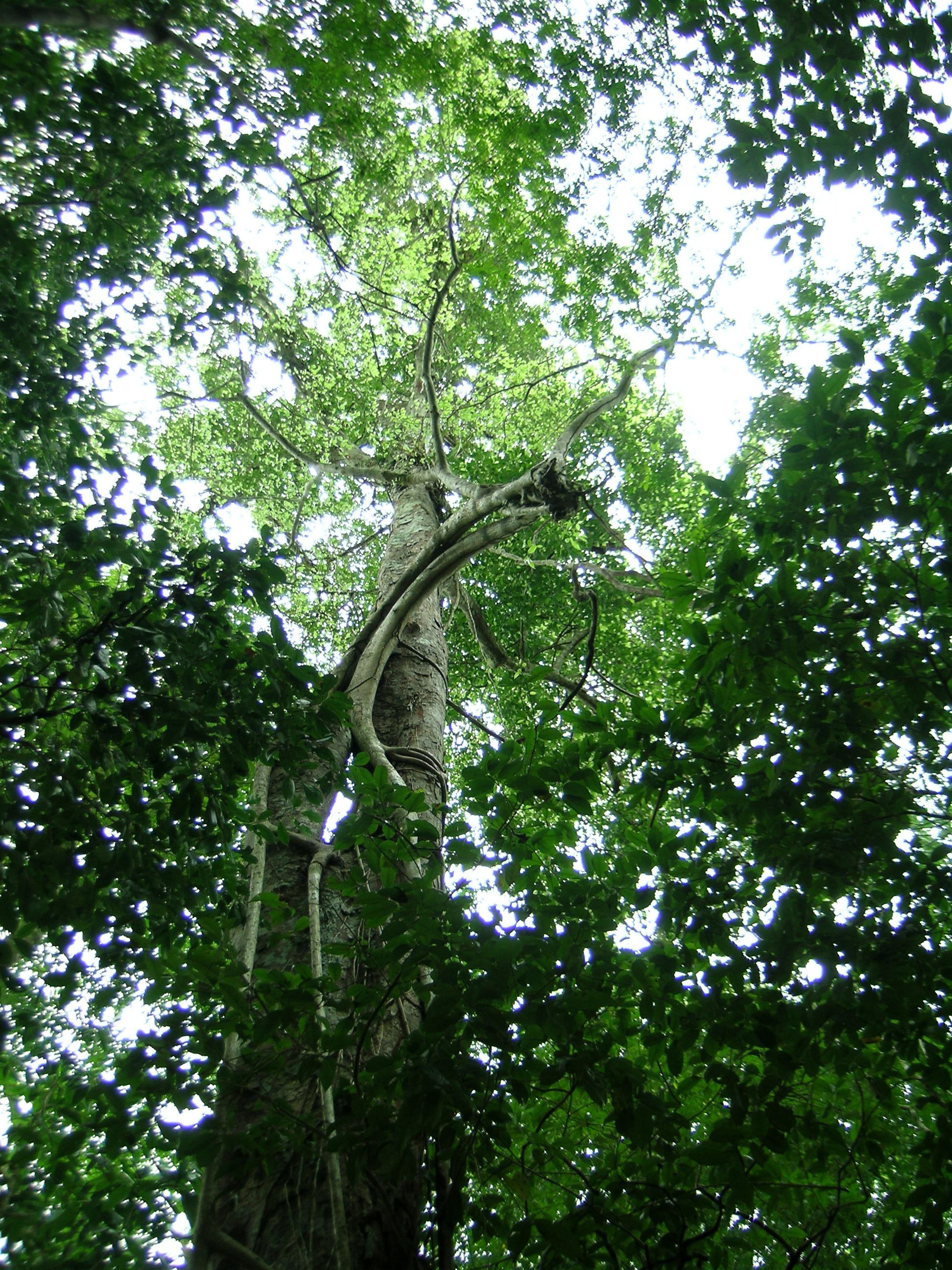
L'arbre, qui peut s'élever jusqu'à 45 m de hauteur.

L'arbre à feuilles persistantes peut atteindre jusqu'à 45 mètres (130 pieds). Il est l'une des vingt espèces dominantes de la forêt maya. Parmi les espèces dominantes, il est le seul qui est pollinisé par le vent. Il est également trouvé dans les jardins traditionnels forestiers mayas et c'est lui qui a donné son nom aux sites archéologiques mayas de Iximché et Topoxte au Guatemala.
Les fruits de noix-pain se dispersent sur le sol en mars et avril. Ils ont une grosse graine couverte par une fine peau de couleur orange à saveur d'agrumes appréciée par de nombreux animaux forestiers. Le Ramón est en effet nutritif et a constitué une partie de l'alimentation des Mayas.

## Distribution
Cette espèce vit sur la côte sud-est du Mexique et au centre du pays, ainsi qu'au Guatemala, Salvador, dans les Caraïbes, et en Amazonie.

## Habitats
Les grands peuplements ont pour habitat la forêt tropicale humide de basse altitude (300-2000 m d'altitude et plutôt 125-800 m), où on le trouve dans les zones humides caractérisées par des précipitations de 600 à 2000 mm:an et une température moyenne de 24 °C

## Utilisation

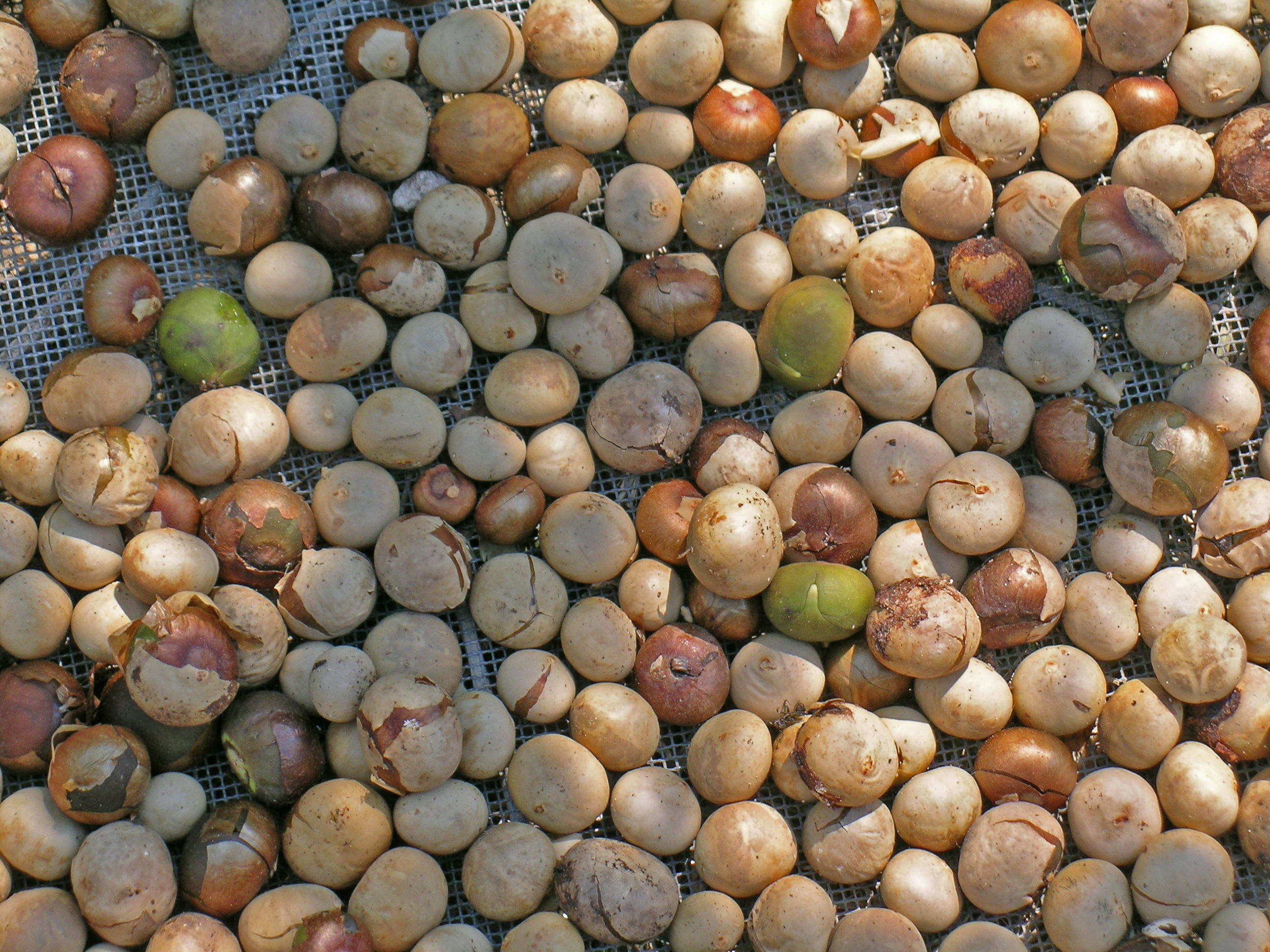

### Alimentation
Dans l'ère moderne, il a été négligé comme source de nutrition et a souvent été décrit comme un aliment utilisé en temps de famine, mais la noix-pain est extrêmement riches en fibres, calcium, potassium, acide folique, fer, zinc, protéines et vitamines A, E, C et B, ce qui lui confère des propriétés nutritionnelles comparables à celles du soja ou du quinoa.
La noix pain a été pendant longtemps une nourriture essentielle des populations mésoaméricaines. Un arbre peut en fournir 180 kg par an. Les graines fraîches peuvent être cuites et mangées ou mises à sécher au soleil à rôtir et consommées plus tard. La graine peut être préparée comme la pomme de terre en purée ; rôtie elle a un goût de chocolat ou de café et peut être préparée dans de nombreux autres plats.
Certains pays utilisent tant les feuilles que les fruits et les graines comme fourrage de saison sèche notamment pour les porcs.

### Reboisement
Erika Vohman, du Maya Nut Institute (anciennement nommé le Fond Equilibrium),[source secondaire nécessaire] a fait la promotion de l'utilisation du Ramón en Amérique centrale et fait campagne pour sauver les forêts tropicales où se développe l'espèce. Elle a travaillé avec les femmes rurales et autochtones en leur apprenant à utiliser la noix-pain pour améliorer la conservation de la forêt tropicale, le reboisement, la santé, la nutrition, la sécurité alimentaire, les revenus des femmes et l'estime de soi. Depuis 2001, le Maya Nut Institute a formé plus de 7000 femmes de 312 villages au Honduras, Nicaragua, Guatemala, Salvador et au Mexique.
La noix pain s’avère très efficace dans les programmes de reboisement car cet arbre supporte les sols dégradés, salés ou secs et n'exige aucun entretien spécifique une fois planté.
À la Jamaïque, où subsistent de vastes forêts de noix pain, le Département des forêts a intégré ces arbres dans ses programmes de reboisement.

### Puits de carbone
À l’université de Lausanne, le biogéochimiste Éric Verrecchia a montré que ce noyer faisait partie des arbres oxalogènes c'est-à-dire capable via des symbioses bactério-fongiques de biominéralisation et plus particulièrement de biocalcification (c'est-à-dire de produire et fixer dans le sol du calcaire [CaC03] qui est l'une des formes les plus durables de puits de carbone), (les champignons pouvant dans ce cas sécréter des oxalates de calcium.
L’équipe scientifique du Pr Verrecchia participe au programme Européen de recherche CO2SolStock développé par Greenloop, un cabinet de conseil s'intéressant aux moyens de doper le stockage du carbone par le Vivant.

### Reforestation etpermaculture
L'arbre a été récemment réintroduit en Haïti, via le programme de reforestation et permaculture de Biomimicry Europa, "Arbres Sauveurs", en collaboration avec d'autres associations telles que Article29, Sadhana Forest, ou encore le Maya Nut Institute. Ce programme se base sur la démarche du biomimétisme dans la mesure où il s'inspire du fonctionnement des écosystèmes naturels.
Le programme est une application directe des recherches sur les arbres oxalogènes réalisées par le Pr Éric Verrecchia (université de Lausanne) et du projet CO2SolStock. En effet, c'est à la suite de ces recherches que Daniel Rodary (écologue français et coordinateur de "Arbres Sauveurs") a choisi le noyer maya comme arbre clé pour le reboisement des sols les plus dégradés de l'île, tout en offrant aux paysans impliqués dans le projet une nouvelle ressource alimentaire. Cet arbre (qui pousse naturellement dans des sols acides et parfois oligotrophes) pourrait aussi contribuer à tamponner le pH des sols acides ou acidifiés et ainsi à les amender et les rendre plus fertiles, ce qui en fait un excellent candidat pour développer l'agroforesterie en Haïti.